# Laguna El Blanquillo
La Laguna el Blanquillo es un pequeño lago que se encontraba en las cercanías de Altos de Lircay, en la región del Maule, Chile, desaparecido en 2009.
Una expedición en febrero de 2009 se percató que la laguna se había secado. Una de las causas probables para su desaparición es que la gran cantidad de lluvia caída durante el año 2008 pudo haber destruido el dique natural que la mantenía, aunque también se asocia su desaparición al calentamiento global, tal como ocurrió con el Lago Témpanos, desaparecido en 2007.
La laguna era parte de circuitos turísticos, pues queda camino al volcán Descabezado Grande.